# Kitesurf

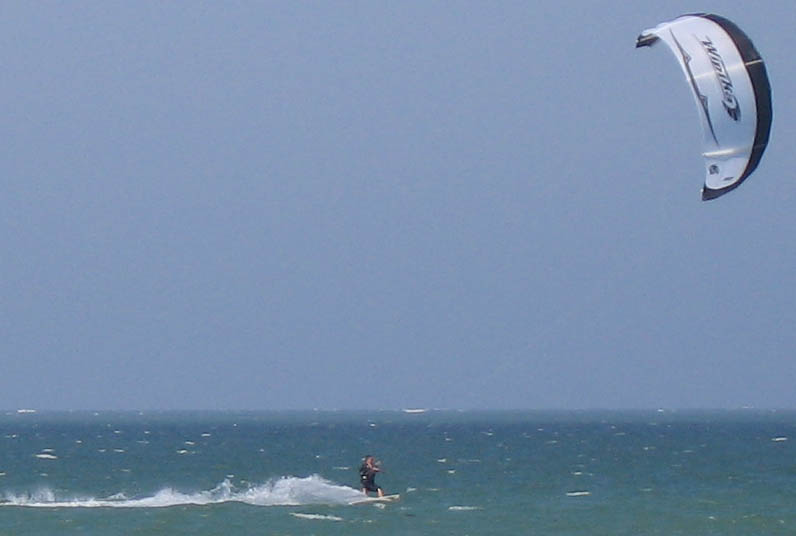
Kitesurf

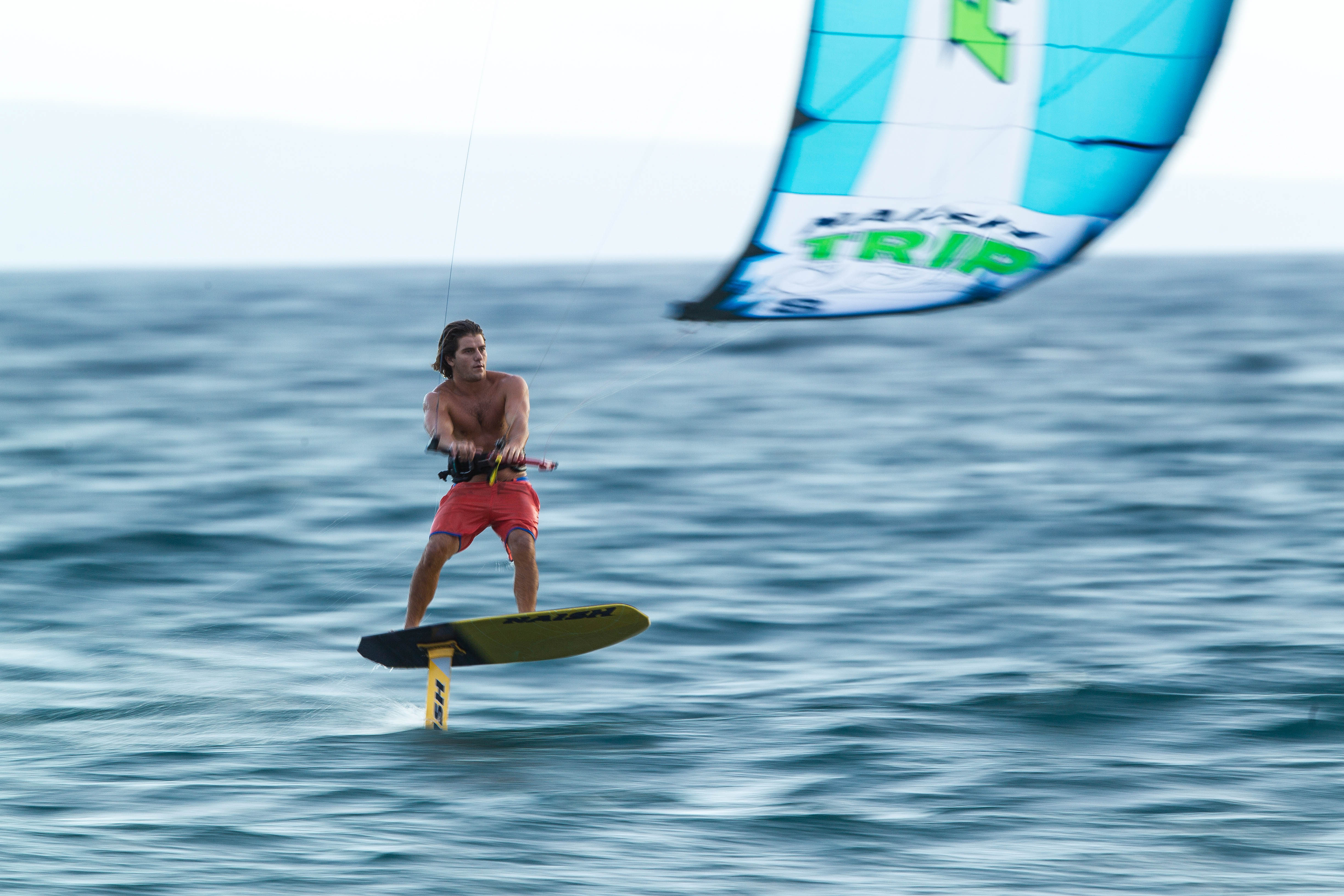
Hydrofoil kiteboard, ahol a a szkeg helyére kerül a „hydrofoil”. Legfőbb előnye, hogy irreális kis szélben lehet vele kiteozni

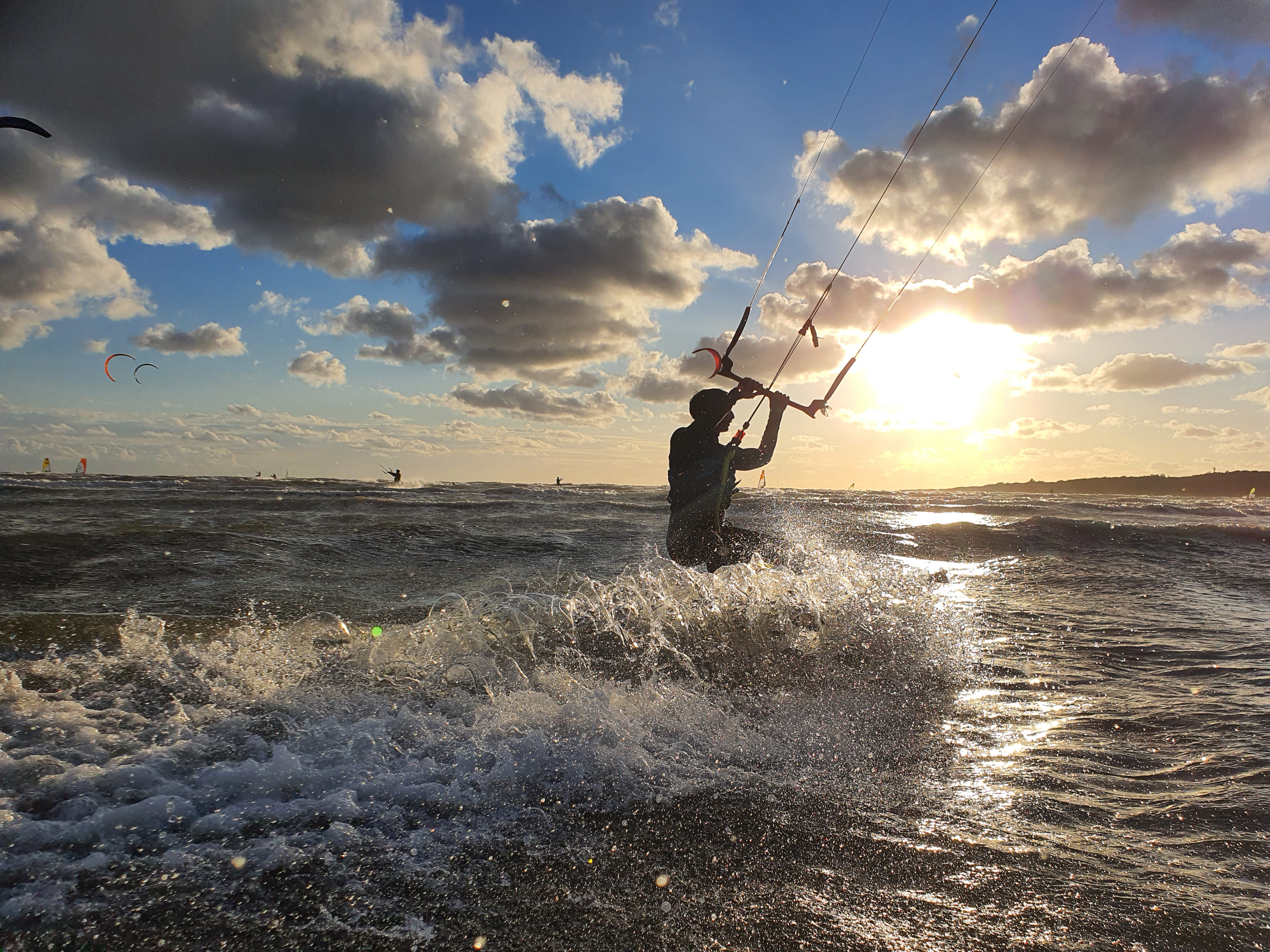
Kitesurfer Varbergben, Svédországban

A kitesurf vagy sárkányszörf egy extrém sport, a vízisí és a sárkányeregetés egyfajta kombinációja.
A  sárkány  története a 13. századi Kínába nyúlik vissza. A kínai kultúra részeként használtak először sárkányokat az ünnepi szertartások meghatározó tartozékaként, de ekkor még csak a látvány fokozása volt a cél. Élt akkoriban egy médium, aki rájött, hogy a sárkányokat másra is lehet használni. A szelet be tudják vele fogni, a lendületét és energiát felhasználva kenukat, kisebb hajókat tudnak vele vontatni, ami nagyban megkönnyítette a szállítást.
Sok száz évvel később, 1826-ban az angol származású George Pocock újratervezte a Kínában használt kite-ernyőket, többek között nagyobb lett a méretük, és 4 zsinórosak lettek, akárcsak a napjainkban használtak. Annyira jól sikerült a sárkány, hogy még ebben az évben szabadalmaztatta. Az újításoknak köszönhetően az ernyők hatékonyabbak lettek, stabilabb és irányíthatóbb húzóerő kifejtésére voltak képesek, mint elődeik, és széllel szemben is meg tudtak vele fordulni. Ezeket az ernyőket sokkal szélesebb körben tudták hasznosítani: szekerek és hajók vontatására, földön, vízen, jégen és havon.
Az 1980-as évek elején igen jelentős és meghatározó változás kövezett a sportág történetében. Ekkor szabadalmaztatták az első felfújható ernyőket, amiket már a vízről is el tudtak indítani, ugyanis egészen addig csak a szárazföldi indulás volt lehetséges. 1990-ben indult hódító útjára a kitesurf, mint önálló sportág, ennek kiindulópontja Hawaii volt. Elterjedésében úttörő szerepet játszott két windszörfös: az amerikai Laird Hamilton és a francia Manu Bertin, akik a média segítségével világszerte megmutatták az embereknek ezt az új sportot. Az első hivatalos versenyt 1998 szeptemberében rendezték, és a floridai Flash Austin nyerte.
Az elmúlt két évtizedben számos technikai változtatáson mentek át az ernyők, megjelentek újabb márkák, amelyek egyediségükkel próbálják magukhoz vonzani a sportág iránt érdeklődők egyre nagyobb tömegét.
Az ernyőknek két nagy típusa van a LEI vagy felfújható ernyők valamint a paplan vagy soft ernyők. Utóbbi a siklóernyőzésnél használt ernyőkhöz hasonlít. A vízben alkalmazott soft ernyők ú.n. zárt cellás ernyők. Ezek nem engedik magukba a vizet így hasonlóan a felfújható ernyőkhöz ezek is újraindíthatók vízről is. 